# دفترچه سیاه
دفترچه سیاه (به انگلیسی: Little Black Book) یک فیلم سینمایی آمریکایی در ژانر کمدی-درام سیاه به کارگردانی نیک هوران محصول سال ۲۰۰۴ با بازی بریتانی مورفی و ران لیوینگستون، هالی هانتر، جولیان نیکلسون، جوزی مران، رشیدا جونز و کتی بیتس و کارلی سایمون است.

## داستان
یک دختر دفترچه دوست‌پسرش را از جیبش برداشته و لیست دوست‌دخترهای سابقش رو داخل آن می‌بیند، که باعث می‌شود او را به سؤال که چرا اسم دوست …